# روبرت سادوفسكي
روبرت سادوفسكي (بالرومانية: Robert Sadowski)‏ (مواليد 16 أغسطس 1914) هو لاعب كرة قدم. يلعب مع منتخب رومانيا لكرة القدم. سبق له أن لعب في كأس العالم لكرة القدم مع منتخب بلاده.

## روابط خارجية
- روبرت سادوفسكي على موقع الاتحاد الدولي (مؤرشف)  (الإنجليزية)
- روبرت سادوفسكي على موقع قاعدة بيانات كرة القدم.إي يو (الإنجليزية)
- روبرت سادوفسكي على موقع ناشيونال فوتبول تيمز (الإنجليزية)
- روبرت سادوفسكي على موقع عالم كرة القدم.نت (الإنجليزية)